# Леки крайцери тип „Минотавър“
Минотавър (на английски: Minotaur) са тип британски леки крайцери на Британския Кралски флот, от времето на Втората световна война. Типа също е познат и под името Суифтшър (на английски: Swiftsure). Всичко от проекта за флота са заложение 8 единици, 3 единици са построени по първоначалния проект: „Минотавър“ (на английски: HMS Minotaur (53)), „Суифтшър“ (на английски: HMS Swiftsure (08)) и „Сюпърб“ (на английски: HMS Superb (25)). Стават развитие на леките крайцери от типа „Цейлон“. Още 3 крайцера са достроени в периода 1959 – 1961 г. по коренно променен проект, който е познат като тип „Тайгър“.

## История на прокта
Крайцерите представляват проект за райцери с подобренията, максимално отчитащи изискванията на Адмиралтейството, изказани при дострояването на корабите от типа „Цейлон“. Ширината на корпуса отново е увеличена с 1 фут за подобряване на устойчивостта, зенитното въоръжение е усилено с пета 102 mm сдвоена установка и четиристволен „пом-пом“, нараства запасът от гориво.

## Конструкция
Крайцерите от типа „Минотавър“ (по-късно, поради предаването на главния кораб на Канада, повсеместно се обозначават като тип „Суифтшър“) конструктивно са повторение на типа „Цейлон“, отличавайки се основно в състава на въоръжението и оборудването. Претърпява сериозни изменения само носовата надстройка. Самолетните хангари са премахнати, а самата надстройка свалена с едно ниво. Системата на брониране и силовата установка остават същите. Известно намаляване на скоростта става неизбежната цена за увеличената ширина и нарасналата водоизместимост. Знаков е изначалният отказ от авиационното въоръжение – на корабите има мощно радиолокационно въоръжение. Крайцерите са претоварени, така например „Сюперб“ има стандартна водоизместимост 9066 дълги тона и пълна 11 564 дълги тона.

## Служба
„Суифтшър“ – заложен на 22 септември 1941 г., спуснат на вода на 4 февруари 1943 г., влиза в строй на 22 юни 1944 г.
„Минотавър“ – заложен на 20 ноември 1941 г., спуснат на вода на 29 юли 1943 г., влиза в строй на 25 май 1945 г. Преди влизането му в строй е предаден на канадските ВМС и преименуван на „Онтарио“ (Ontario).
„Сюпърб“ – заложен на 23 юни 1942 г., спуснат на вода на 31 август 1943 г., влиза в строй на 16 ноември 1945 г.

## Коментари
1. ↑  Всички данни се привеждат към момента на влизане в строй.